# Reactivo de Folin-Ciocalteu

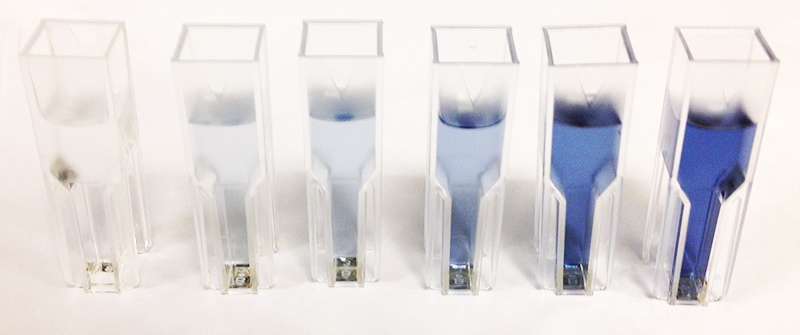
Estándares de tirosina desarrollados por el reactivo de Folin-Denis.

El reactivo de Folin-Ciocalteu (FCR) o reactivo de Folin-Denis es una mezcla de fosfomolibdato y fosfowolframato, usado para la determinación de antioxidantes fenólicos y polifenólicos. Funciona midiendo la cantidad de sustancia analizada que se necesita para inhibir la oxidación del reactivo.
Sin embargo, este reactivo no sólo mide los fenoles totales, sino que reaccionará con cualquier sustancia reductora. En consecuencia, el reactivo mide la capacidad reductora total de una muestra, no sólo el nivel de compuestos fenólicos. Este reactivo forma parte del ensayo de proteínas de Lowry, y también reaccionará con algunos compuestos que contienen nitrógeno, como la hidroxilamina y la guanidina.
Este reactivo no debe ser confundido con el reactivo de Folin, que es usado para detectar aminas y compuestos que contienen azufre.